# کویمبله، آنگولا
کویمبله (به انگلیسی: Quimbele) شهری در استان اوییگه واقع در کشور آنگولا است که در سال ۲۰۰۹ میلادی ۸٬۰۵۵ نفر جمعیت داشته است.